# 多羅班楚鄉
44°13′N 26°57′E / 44.217°N 26.950°E
多羅班楚鄉（羅馬尼亞語：Comuna Dorobanțu, Călărași），是羅馬尼亞的鄉份，位於該國南部，由克勒拉希縣負責管轄，面積103平方公里，海拔高度24米，2007年人口3,015，人口密度每平方公里29人。